# Sasamuta-jinja

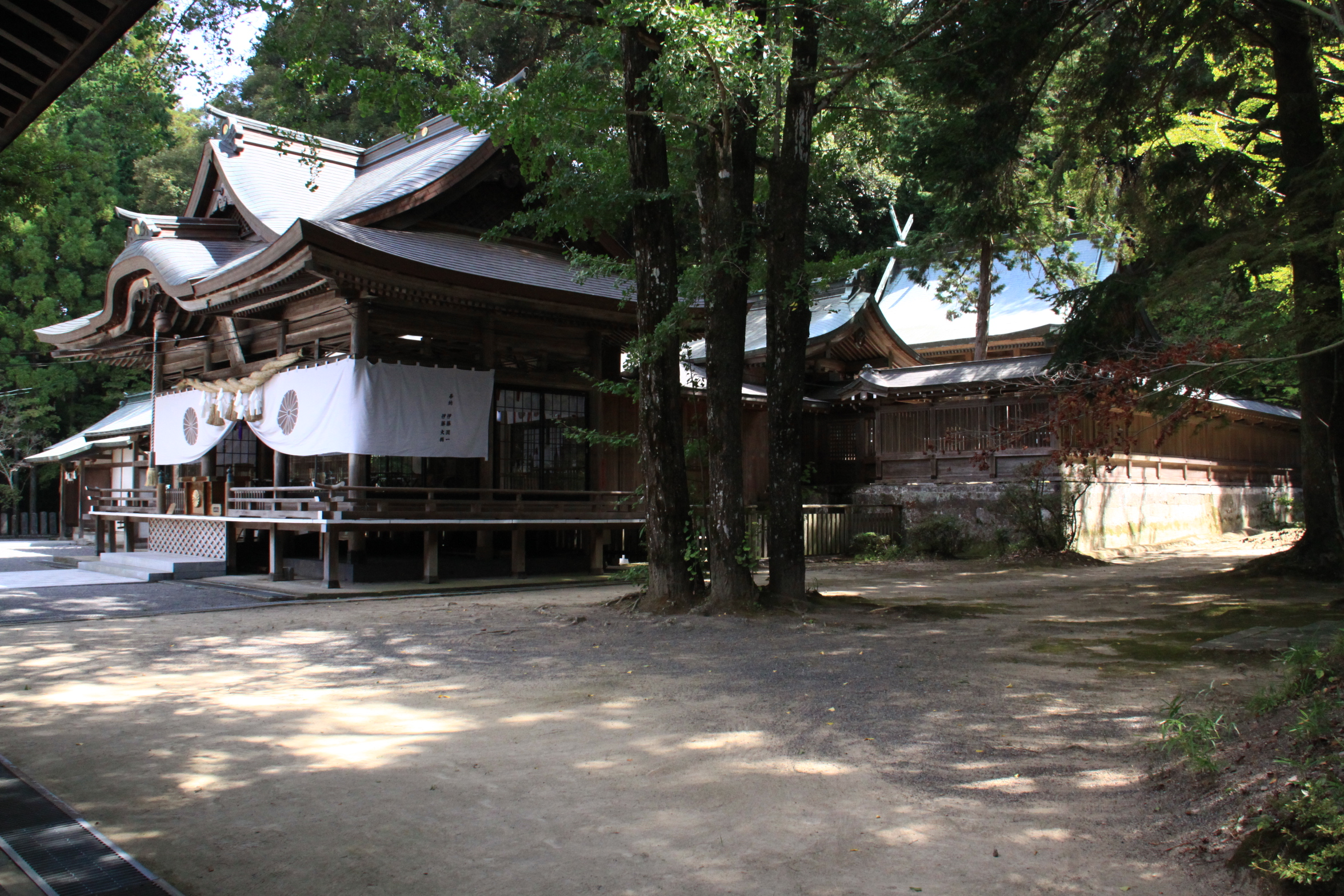
Shaden au Sasamuta-jinja.

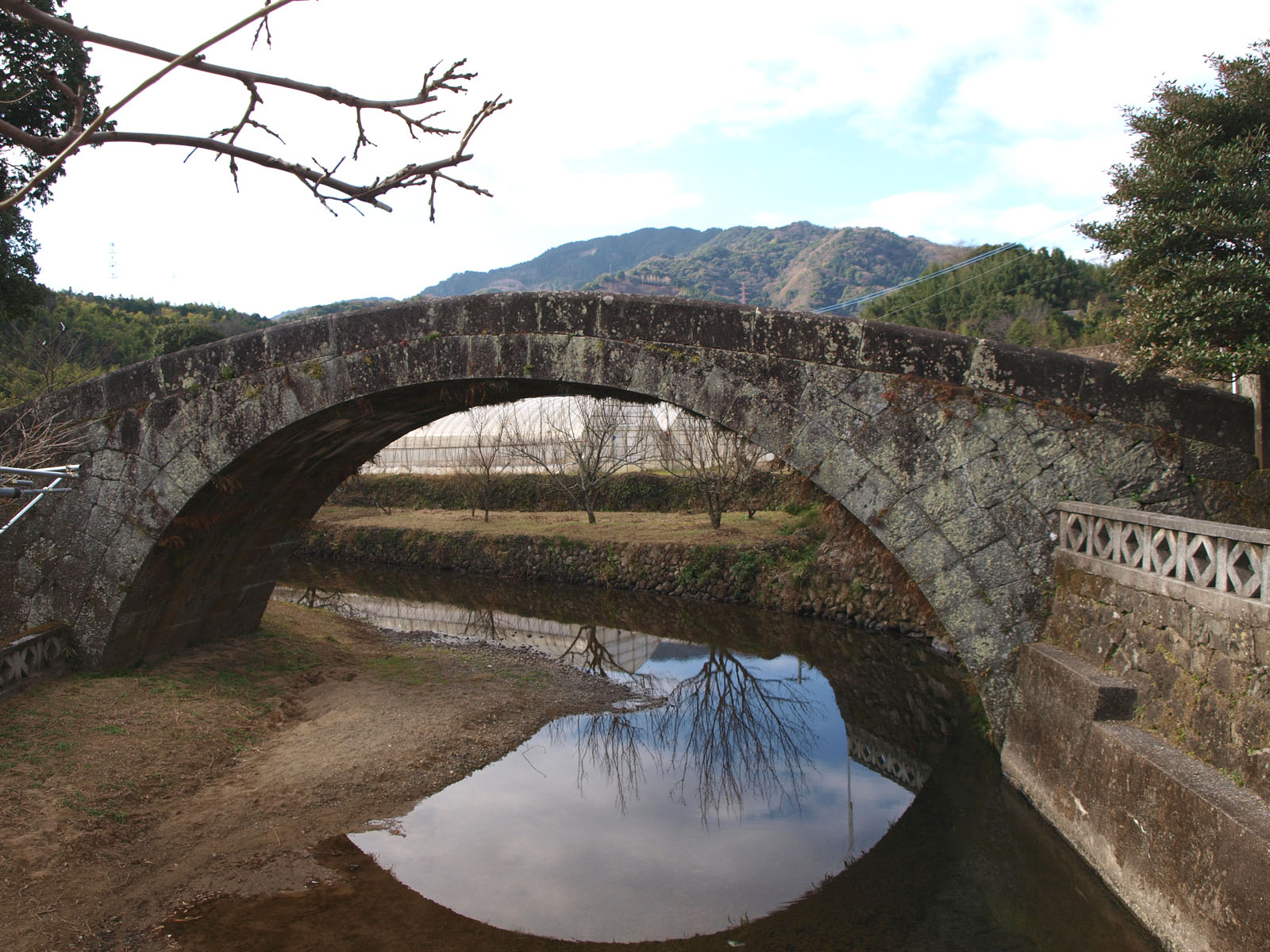
Pont Mannen au sanctuaire Sasamuta,

Le Sasamuta-jinja (西寒多神社) est un sanctuaire shinto situé à Ōita sur l'île de Kyushu.

## Histoire
Le Sasamuta-jinja est le principal sanctuaire shinto (ichi-no-miya) de l'ancienne province de Bungo. C'est à présent l'ichinomiya de la préfecture d'Ōita. Le kami qui y est vénéré se nomme Amaterasu oomikami (天照皇大御神).